# Adenia tuberifera
Adenia tuberifera là một loài thực vật có hoa trong họ Lạc tiên. Loài này được R.E.Fr. mô tả khoa học đầu tiên năm 1914.